# Kapoeta North
Kapoeta North (ang. Kapoeta North County) – jednostka podziału terytorialnego w Sudanie Południowym. Według spisu powszechnego z 2008 r. liczba mieszkańców wynosiła 103 084. Siedzibą administracji jest miejscowość Riwoto. Do 2015 r. leżała w stanie Ekwatoria Wschodnia, po reformie z roku 2015 jest częścią stanu Namorunyang.